# عماد المهذبي
عماد المهذبى مواليد 22 مارس 1976 في تونس، هو لاعب كرة قدم تونسي دولي سابق كان يلعب كلاعب وسط. سبق له أن لعب في كأس العالم لكرة القدم مع منتخب بلاده.

## روابط خارجية
- عماد المهذبي على موقع قاعدة بيانات كرة القدم.إي يو (الإنجليزية)
- عماد المهذبي على موقع ناشيونال فوتبول تيمز (الإنجليزية)